# Christian Maurer (Journalist)
Christian Maurer ist ein Schweizer Journalist.

## Werdegang
Maurer studierte französische und englische Literatur in Zürich und an der Universität Paris III.
Im Jahre 1988 wurde er Stagiaire beim Anzeiger von Uster im Zürcher Oberland. Im Anschluss wechselte er zur Schweizerischen Depeschenagentur (sda). 1991 übernahm er dort das mehrsprachige Zürcher Büro. 2000 wurde er Blattmacher und Chefredaktor ad interim bei der Pendlerzeitung Metropol. Dann ging er als Nachrichtenredaktor und stellvertretender Nachrichtenchef zur SonntagsZeitung und wechselte im November 2006 als  Blattmacher des Regionalteils zum Tages-Anzeiger. Im selben Jahr wechselte er als stellvertretender Chefredaktor zur Pendlerzeitung News. Von 2009 bis 2010 war er Ressortleiter Nachrichten sowie Blattmacher bei der Boulevardzeitung SonntagsBlick in Zürich. Er ist Autor beim SonntagsBlick und schreibt auch für die Pendlerzeitung Blick am Abend.
Zunächst Vizepräsident, wurde Maurer 2014 Präsident des Zürcher Pressevereins (ZPV).
Maurer ist Vater von zwei Kindern.